# 新斯維特利夫卡 (尼古拉耶夫州)
47°11′50″N 31°11′6″E / 47.19722°N 31.18500°E
新斯維特利夫卡（羅馬化：Novosvitlivka）是烏克蘭南部尼古拉耶夫州沃茲涅先斯克區韋謝利諾沃市鎮的村莊，始建於1809年，面積3.26平方公里，海拔高度77米，2001年人口1,410，人口密度每平方公里432.5人。